# Virgínia Rau
Virgínia de Bivar Robertes Rau GOIP (Anjos, Lisboa, 9 de diciembre de 1907 — Lisboa, 2 de noviembre de 1973) fue una arqueóloga e historiadora portuguesa.

## Biografía
Era hija de Luís Rau, Jr. (Lisboa, 26 de octubre de 1865 - 9 de julio de 1943) de ascendencia alemana, y de su esposa (casados en Lisboa el 1 de marzo de 1902) Matilde de Bivar de Paula Robertes (Lisboa, 24 de septiembre de 1879 - 23 de diciembre de 1961) de ascendencia española. Terminó sus estudios en la escuela media, en 1927, matriculándose en la Facultad de Letras de la Universidad de Lisboa, pero a partir de 1928 se fue a vivir al extranjero, donde frecuentó varios cursos. En 1939, debido al inicio de la Segunda Guerra Mundial, regresó a Lisboa, donde reanudó con la sección de Ciencias Históricas y Filosóficas, de la Facultad de Letras. Fue miembro de la Academia Portuguesa de Historia.
En 1943, concluyó su licenciatura, con 16 créditos. En 1947, alcanzó el grado de doctora en Ciencias Históricas, siendo aprobada con distinción (18 valores). En 1951, obtuvo la aprobación en concurso de pruebas públicas para profesorado extraordinario de su Facultad, donde al año siguiente llegó a la cátedra. Fundó y dirigió el Centro de Estudios Históricos (Instituto de Alta Cultura), anexo a la Facultad de Letras de la Universidad de Lisboa (actual Centro de Historia de la Universidad de Lisboa), entre 1958 y 1973, habiendo sido directora de la Facultad entre 1964 y 1969.
Publicó diversas obras de Historia Medieval y Moderna en Portugal, siendo de destacar sus obras "Feiras medievais portuguesas: subsídios para o seu estudo", tesis que defendió para la licenciatura; "Sesmarias Medievais Portuguesas", tesis de doctorado, "A Exploração e Comércio do Sal de Setúbal"; tesis de su concurso para profesorado; y, "A Casa dos Contos".

## Algunas publicaciones
- 1985. Estudos de história medieval. Lisboa, Ed. Presença
- 1984. “Fortunas ultramarinas e a nobreza portuguesa no século XVII,” en Estudos sobre história económica e social do antigo regime. Ed. Virgínia Rau y Editorial Presença, 29–33
- 1969. Livro De Cartas. Ed. Instituto Alta Cultura. 273 pp.
- 1969. Inventario post mortem del Rei D. Pedro II. Con Eduardo Borges Nunes. Instituto de Alta Cultura. Centro de Estudos Históricos. Universidad de Lisboa. Folio. 167 pp.
- 1968. Estudos de Historia: Virginia Rau. Ed. Verbo
- 1965. Feitores e feitorias, "instrumentos" do comércio internacional português no século XVI: comunicação apresentada, em francês, no 3o. Congresso Internacional de História Económica que se realizou em Munique, de 25 a 27 de agosto de 1965. Edición reimpresa de Edições Brotéria, 66 pp.
- 1962. O açucar da madeira nos fins do século XV. Con Jorge de Macedo. Edición de la Junta Geral do Distrito Autónomo do Funchal. 112 pp. datos e imagen de la publicación
- 1960. "Large Scale Agricultural Enterprise in Post-Medieval Portugal," en Contributions to the First International Conference of Economic History (Estocolmo) (París: Mouton) pp. 430
- 1951. A explotado e o comercio do sal di Setubal. Estudo de Historia Económica. Lisboa
- 1946. Uma tentativa de colonização da Serra Leôa no século XVII. Con Bartolomeu André. Editor Virgínia Rau y C. Bermejo, impresor, 631 pp.
- 1946. Sesmarias medievais portuguesas. Editor Univ. de Lisboa. 214 pp.
- 1945. Da originalidade do paleolitico inferior no litoral português. 10 pp.
- 1943. Subśidios para o estudo das feiras medievais portuguesas. Editor Bertrand, 180 pp.
- 1943. A British hermitage at Mouriscas?., Annual Report & Review, Lisbon Branch, Historical Association, 7, s.l. pp. 480–483
- 1943. An English charter-party in the Torre do Tombo (Portuguese Archives), 1566-1567., Annual Report & Review, Lisbon Branch, Historical Association, 7, s.l. pp. 442–452
- 1941. Dona Catarina de Bragança, rainha de Inglaterra., Sep. de O Instituto 98. Coimbra Editora

## Honores
El 2 de julio de 1969 fue agraciada con el grado de Gran Oficial de la Orden de la instrucción Pública.

### Eponimia
- Calle Profesora Virgínia Rau, freguesia de Lumiar, municipio de Lisboa, distrito de Lisboa. GPS: 38.762093, -9.165315[5]
- Plazoleta Profesora Virgínia Rau, freguesia de São Sebastião, municipio de Setúbal, distrito de Setúbal. GPS: 38.530701, -8.867513[6]